# 克里斯蒂安娜·韦伯 (击剑运动员)
克里斯蒂安娜·韦伯（德語：Christiane Weber，1962年2月13日—），德国前女子击剑运动员。她曾代表西德参加1984年和1988年夏季奥林匹克运动会击剑比赛，获得二枚金牌。